# 法医毒理学
法医毒理学（Forensic toxicology）是一门主要应用毒理学及有关学科的理论和技术，研究与法律有关的自杀、他杀和意外或灾害事故引起中毒的学科。药物滥用、环境污染、医源性药物及食物中毒等涉及个体或群体人身伤亡的，也常是其研究内容。